# Тінистівська сільська рада
Тіни́стівська сільська́ ра́да — адміністративно-територіальна одиниця та орган місцевого самоврядування в Бахчисарайському районі Автономної Республіки Крим. Адміністративний центр — село Тінисте.

## Загальні відомості
- Населення ради: 2 942 особи (станом на 2001 рік)

## Населені пункти
Сільській раді підпорядковані населені пункти:
- с. Тінисте
- с. Айвове
- с. Красна Зоря
- с. Некрасовка
- с. Суворове

## Склад ради
Рада складається з 20 депутатів та голови.
- Голова ради: Дереза Валентина Іванівна

### Керівний склад попередніх скликань
| Прізвище, ім'я, по батькові | Основні відомості                                                                      | Дата обрання | Дата звільнення |
| --------------------------- | -------------------------------------------------------------------------------------- | ------------ | --------------- |
| Бутова Людмила Яківна       | Сільський голова, 1952 року народження, освіта вища, член Комуністичної партії України | 26.03.2006   | 31.10.2010      |
| Бутова Людмила Яківна       | Сільський голова, 1952 року народження, освіта вища, член Партії регіонів              | 31.10.2010   | 09.09.2012      |
| Дереза Валентина Іванівна   | Сільський голова, 1958 року народження, освіта вища, член Партії регіонів              | 09.09.2012   |                 |

Примітка: таблиця складена за даними сайту Верховної Ради України

### Депутати
За результатами місцевих виборів 2010 року депутатами ради стали:

#### За суб'єктами висування
| Суб'єкт висування | Кількість обраних депутатів | %  |
| ----------------- | --------------------------- | -- |
| Самовисування     | 16                          | 80 |
| Партія регіонів   | 4                           | 20 |

#### За округами
| № округу        | Прізвище, ім'я, по батькові     | Дата визнання обраним | Освіта             | Партійна приналежність | Відомості про обраного депутата                             |
| --------------- | ------------------------------- | --------------------- | ------------------ | ---------------------- | ----------------------------------------------------------- |
| Партія регіонів |                                 |                       |                    |                        |                                                             |
| 1               | Шевченко Микола Вікторович      | 01.11.2010            | вища               | позапартійний          | тимчасово не працює                                         |
| 2               | Енверов Айдер Ескендерович      | 01.11.2010            | середня            | позапартійний          | приватний підприємець                                       |
| 3               | Чупаков Володимир Васильович    | 01.11.2010            | середня            | член Партії регіонів   | Тінистівська сільська рада, кочегар                         |
| 5               | Шахалова Віра Михайлівна        | 01.11.2010            | вища               | позапартійна           | пенсіонер                                                   |
| Самовисування   |                                 |                       |                    |                        |                                                             |
| 4               | Бордюг Олександр Іванович       | 11.11.2012            | середня спеціальна | позапартійний          | приватний підприємець                                       |
| 6               | Меметов Айдер Норійович         | 01.11.2010            | вища               | позапартійний          | тимчасово не працює                                         |
| 7               | Ланданер Ніна Михайлівна        | 01.11.2010            | вища               | позапартійна           | ООО «Таврида-Агро», оператор                                |
| 8               | Кримкіна Тетяна Олексіївна      | 01.11.2010            | середня спеціальна | позапартійна           | ВЧ 40136 ВОХР, охрана                                       |
| 9               | Гуленкова Наталя Вікторівна     | 01.11.2010            | середня            | позапартійна           | Тінистівська сільська рада, інспектор ВОЗ                   |
| 10              | Шахова Олександра Петрівна      | 01.11.2010            | вища               | позапартійна           | пенсіонер                                                   |
| 11              | Ібраімов Сеітбєкір Халілович    | 01.11.2010            | середня спеціальна | позапартійний          | пенсіонер                                                   |
| 12              | Баранова Лариса Олександрівна   | 01.11.2010            | вища               | позапартійна           | ООО «Фермер ЛТД», інженер відділу кадрів та з охорони праці |
| 13              | Канцеров Фархат Гумарович       | 01.11.2010            | вища               | позапартійний          | приватний підприємець                                       |
| 14              | Авілова Пелагія Федорівна       | 01.11.2010            | середня спеціальна | позапартійна           | ООО «Фермер ЛТД», головний бухгалтер                        |
| 15              | Сейтхалілов Сіран Нурєддінович  | 01.11.2010            | середня            | позапартійний          | тимчасово не працює                                         |
| 16              | Бєлялова Еміне Енверівна        | 01.11.2010            | середня            | позапартійна           | домогосподарка                                              |
| 17              | Ніколаєнко Анатолій Миколайович | 01.11.2010            | середня            | позапартійний          | тимчасово не працює                                         |
| 18              | Попович Олена Володимирівна     | 01.11.2010            | середня            | позапартійна           | Укрпошта, Тінисте, поштар                                   |
| 19              | Устименко Павло Анатолійович    | 01.11.2010            | вища               | член Партії регіонів   | тимчасово не працює                                         |
| 20              | Пепеляєва Світлана Миколаївна   | 01.11.2010            | вища               | позапартійна           | Тінистівська загальноосвітня школа, директор                |